# Розен, Отто Фёдорович (1778)
Барон Отто Фёдорович Розен (1778 — 12 апреля 1828) — казанский губернатор в 1826—1828 годах, действительный статский советник.

## Биография
Родился в семье Фридриха Густава фон Розена (1740—1817) — помещика, вице-полковника и статского советника Кийклы, от брака его с Софьей-Еленой Дерфельден.
Участвовал в Отечественной войне 1812 года и вышел в отставку майором.
В 1818 году он был риттершафт-гауптманом в Эстляндском обер-ландгерихте, а затем предводителем дворянства Эстляндской губернии. Ему принадлежали мызы Ватла и Киска.
1 мая 1826 года был назначен Казанским гражданским губернатором, сразу после приезда в Казань ему пришлось вступить в борьбу с бывшим попечителем Казанского учебного округа М. Л. Магницким, который, проживая в Казани, писал на барона Розена доносы в Санкт-Петербург, вскоре, однако, Магницкий был выслан в Ревель.
В Казани барон Розен пробыл менее двух лет и скончался 12 апреля 1828 года.

## Семья
Брат — Фёдор Фёдорович (Фридрих Георг Отто фон Розен) — генерал-лейтенант, отличился в войнах с Наполеоном.
Жена — Анна-Христина фон-Гельвиг. В браке родилась единственная дочь:
- Каролина Софи Луиза фон Розен (1799—1878), наследница мыз Виртсу, Мытсу, Паатсалу, Илусте и Нехату, вышла замуж за Якова Васильевича Икскуля (Якоб Иоганн Карл фон Икскуль), сына Б. В. Икскуля.

## Награды
- 19 августа 1818 г. получил орден св. Владимира 3-й степени.
- Имел серебряную медаль «В память Отечественной войны 1812 г.» на Андреевской ленте[1].